# Municipio de Wayne (condado de Montgomery, Ohio)
El municipio de Wayne (en inglés: Wayne Township) es un municipio ubicado en el condado de Montgomery en el estado estadounidense de Ohio. En el año 2010 tenía una población de 0 habitantes y una densidad poblacional de 0 personas por km².

## Geografía
El municipio de Wayne se encuentra ubicado en las coordenadas 39°50′15″N 84°3′22″O / 39.83750, -84.05611. Según la Oficina del Censo de los Estados Unidos, el municipio tiene una superficie total de 0.06 km², de la cual 0,06 km² corresponden a tierra firme y (0 %) 0 km² es agua.

## Demografía
Según el censo de 2010, había 0 personas residiendo en el municipio de Wayne. La densidad de población era de 0 hab./km². De los 0 habitantes, el municipio de Wayne estaba compuesto por el 0 % blancos. Del total de la población el 0 % eran hispanos o latinos de cualquier raza.